# ملیکا متولی
ملیکا متولی (زادهٔ ۶ مهٔ ۱۹۹۸) بازیکن فوتبال اهل ایران است.
وی همچنین در تیم‌های ملی فوتبال زنان ایران بازی کرده‌است.

## زندگی
«به فوتبال بانوان بیشتر اهمیت بدهند چون واقعاً هر سختی ایی که آقایان تو این رشته تحمل می‌کنند بانوان هم متحمل می‌شوند و فرقی با هم ندارند ولی متأسفانه دستمزدی که آقایان می‌گیرند کجا و دستمزد ما کجا و بیشتر در رسانه‌ها حرف از فوتبال بانوان زده شود که این کار کمک می‌کند تا اسپانسرهای بهتر و بیشتری وارد فوتبال بانوان شود.»

-ملیکا متولی
متولی زاده ۱۶ اردیبهشت ۱۳۷۷ در بابل است.

## حرفه
از دوازده سالگی فوتسال را زیرنظر خانم جانعلی پور شروع کرد.

### ملی
در تیم ملی با شماره ۳ بازی می‌کند و بازوبند کاپیتانی را می بندد.

### باشگاهی
وی در باشگاه فوتبال زنان شهرداری سیرجان با شماره ۴ در پست دفاع حضور دارد. در پایان رقابت‌های نیم فصل نخست رقابت‌ها برترین‌های لیگ زنان ایران در سال ۱۳۹۹، عنوان بهترین پاسور نیم فصل اول به وی تعلق گرفت. متولی در نیم فصل نخست ۵ پاس به مهاجمان تیمش داده که آنها این موقعیت را تبدیل به گل کرده‌اند.